# Araneus phrygiatus
Araneus phrygiatus este o specie de păianjeni din genul Araneus, familia Araneidae. A fost descrisă pentru prima dată de Charles Athanase Walckenaer în anul 1842. Conform Catalogue of Life specia Araneus phrygiatus nu are subspecii cunoscute.